# Stevie Smith
Stevie Smith, nascuda a Kingston upon Hull el 20 de setembre de 1902 i morta a Londres el 7 de març de 1971, és una poeta i novel·lista britànica.

## Biografia
Stevie Smith, pseudònim de Florence Margaret Smith, va portar una vida relativament retirada. Tot i que és fonamentalment poeta, és també autora de tres novel·les, contes, ressenyes literàries i diversos assaigs. També és coneguda per il·lustrar els seus propis poemes amb dibuixos.
El seu pare era transportista. Quan Stevie Smith tenia tres anys, es va traslladar amb la seva mare i la seva germana a Palmers Green, al nord de Londres, on viuria tota la vida. Va estudiar a Palmers Green High School i a la North London Collegiate School. Quan la seva mare va emmalaltir, la seva tia Madge Spear va anar a viure amb ells, va criar Smith i la seva germana gran, Molly. La mare moriria quan ella tenia 16 anys.
Stevie Smith va patir al llarg de la seva vida un nerviosisme agut, descrit com una barreja de timidesa i sensibilitat intensa. Patint la depressió a la qual va estar sotmesa tota la vida, es va consolar amb la idea de la mort com a alliberament i va escriure en diversos poemes que la mort era "l'únic déu que ha de venir quan se'l crida".

## Estil poètic
Malgrat el vers aparentment lleuger, el to volgudament ingenu dels seus poemes i la innocència dels dibuixos amb què els il·lustrava, Stevie Smith fa una poesia molt elaborada, amb un sentit de l'humor molt càustic i sorprenent, i recull una alta preocupació pel sofriment i la mort.
El seu estil original, divertit i inquietant alhora, refinat i individualista, no s'adscriu en cap escola poètica coetània concreta, i es reconeix més aviat en el que ella va anomenar l'"edat del malestar" que li va tocar de viure.
La seva darrera col·lecció, Scorpion and Other Poems, es va publicar pòstumament el 1972 i Poems Collected, el 1975.

## Obra

### Poesia
- 1937: This Englishwoman
- 1937: A Good Time Was Had By All
- 1938: Tender Only to One
- 1942: Mother, What Is Man?
- 1950: Harold's Leap
- 1957: Not Waving but Drowning
- 1962: Selected Poems
- 1969: The Frog Prince
- 1969: The Best Beast
- 1971: Two in One
- 1972: Scorpion and Other Poems
- 1975: Collected Poems
- 1978: Selected Poems
- 1988: New Selected Poems of Stevie Smith

### Novel·les
- Novel on Yellow Paper (Cap, 1936)
- Over the Frontier (Cap 1938)
- The Holiday (Chapman and Hall, 1949)

## Reconeixements
El 1966 va rebre el Cholmondeley Award for Poets, i el 1969, la Queen's Gold Medal for Poetry.